# Paola (Malta)

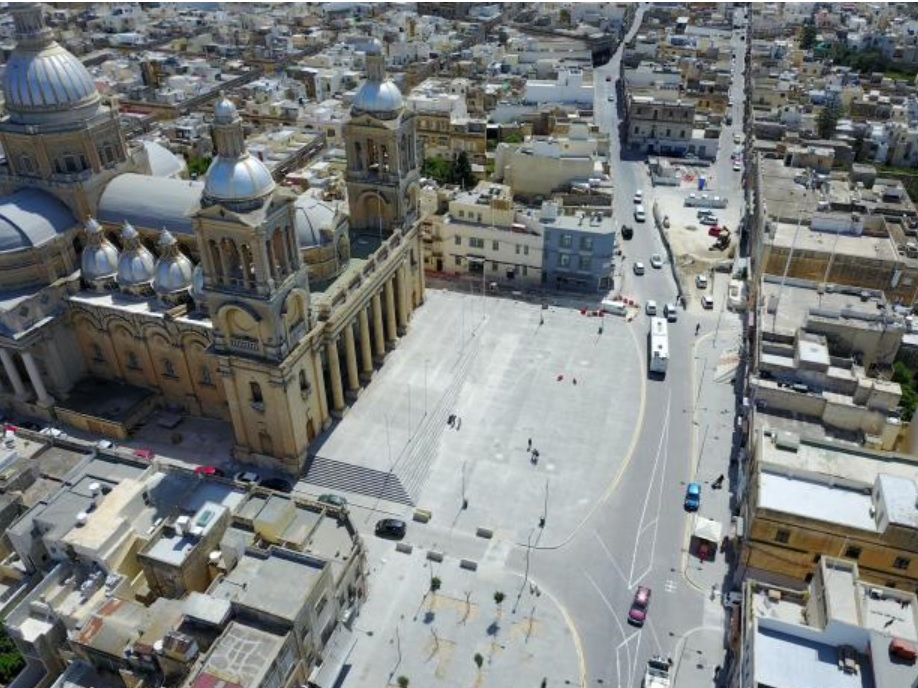
Igreja Cristo Rei em Paola

Paola é um povoado da ilha de Malta em Malta.